# Poggiorsini
Poggiorsini (Paggiarsìne o Poggiorséine in dialetto poggiorsinese) è un comune italiano di 1 275 abitanti della città metropolitana di Bari in Puglia. Fu un tempo feudo della famiglia Orsini che diede il proprio nome al paese. È il centro urbano meno abitato e con la minore densità di popolazione della città metropolitana, è inclusa nel Parco nazionale dell'Alta Murgia e ha fatto parte della Comunità montana della Murgia Barese Nord-Ovest.

## Geografia fisica
Sorge a 460 m s.l.m. e confina con Genzano di Lucania, Gravina in Puglia, Spinazzola. Il territorio comunale si estende per 43 km² ed è interamente compreso nell'altopiano delle Murge. Il centro urbano si affaccia sul vallone del torrente Roviniero, affluente del Basentello.
La campagna di Poggiorsini è ricca di uliveti, vigneti e estesi campi coltivati a cereali. Tra la vegetazione spontanea si segnalano più di 50 specie di orchidee spontanee.

## Storia
Il territorio di Poggiorsini fu abitato sin dal Paleolitico antico, anche grazie alla presenza di sorgenti d'acqua perenni tuttora attive (come fontana Latrigna, fontana D'Ogna, i torrenti Roviniero e di Capo d'Acqua). Lo confermano alcuni ritrovamenti archeologici presso gli insediamenti del sistema rupestre chiamato Grottellini e del Castello del Garagnone.
Nel Medioevo il suo territorio fece parte del feudo di Castel Garagnone e appartenne agli Altavilla di Andria. Un documento di epoca normanna del 1197 lo conferma, riportando il toponimo di Mons Folicatus ("fogliame", in riferimento all'esistenza di una ricca vegetazione spontanea che copriva le alture e la fossa intorno a Poggiorsini). La riorganizzazione territoriale voluta dai Normanni determinò la costruzione di vari castelli, tra cui il Castello di Garagnone.
Il toponimo di Monte Folicato viene sostituito da quello di Macchia Vetrana (Macula Veterana), quindi viene confermato il riferimento a macchie e boscaglie selvagge, come attesta il documento del 1609 relativo al passaggio di proprietà in favore della famiglia degli Orsini. A partire da quegli anni l'insediamento prende il nome di Poggio degli Orsini. Costoro costruirono il casale, da cui partirono per dare una dignità urbanistica autonoma al loro Poggio. Fecero costruire il palazzo ducale (1723-1727) e la chiesa dedicata a Maria Santissima dei Sette Dolori (1726-1727) con annesso cimitero, molino, forno, mattatoio.
Nel 1808, con la scomparsa della feudalità, Poggiorsini divenne frazione della città di Gravina in Puglia e solo nel 1957, grazie al commissario prefettizio Vladimiro Borino, ottenne l'autonomia amministrativa .

## Società

### Evoluzione demografica
Abitanti censiti

### Etnie e minoranze straniere
Gli stranieri residenti nel comune sono 53. Il gruppo più numeroso è quello tunisino che annovera 26 cittadini.

### Lingue e dialetti
Il dialetto poggiorsinese appartiene alla fascia dei dialetti pugliesi centrali. Derivato per la quasi totalità dal vicino dialetto  di Gravina in Puglia, se ne discosta leggermente per via della vicinanza al confine lucano.

## Infrastrutture e trasporti
- Strada statale Bradanica
- Stazione di Poggiorsini

## Amministrazione
Poggiorsini è considerato "Comune d'Europa" perché gemellato con alcuni centri europei interessati a progetti pilota per l'integrazione delle attività primarie con quelle del turismo e della cultura.

## Note

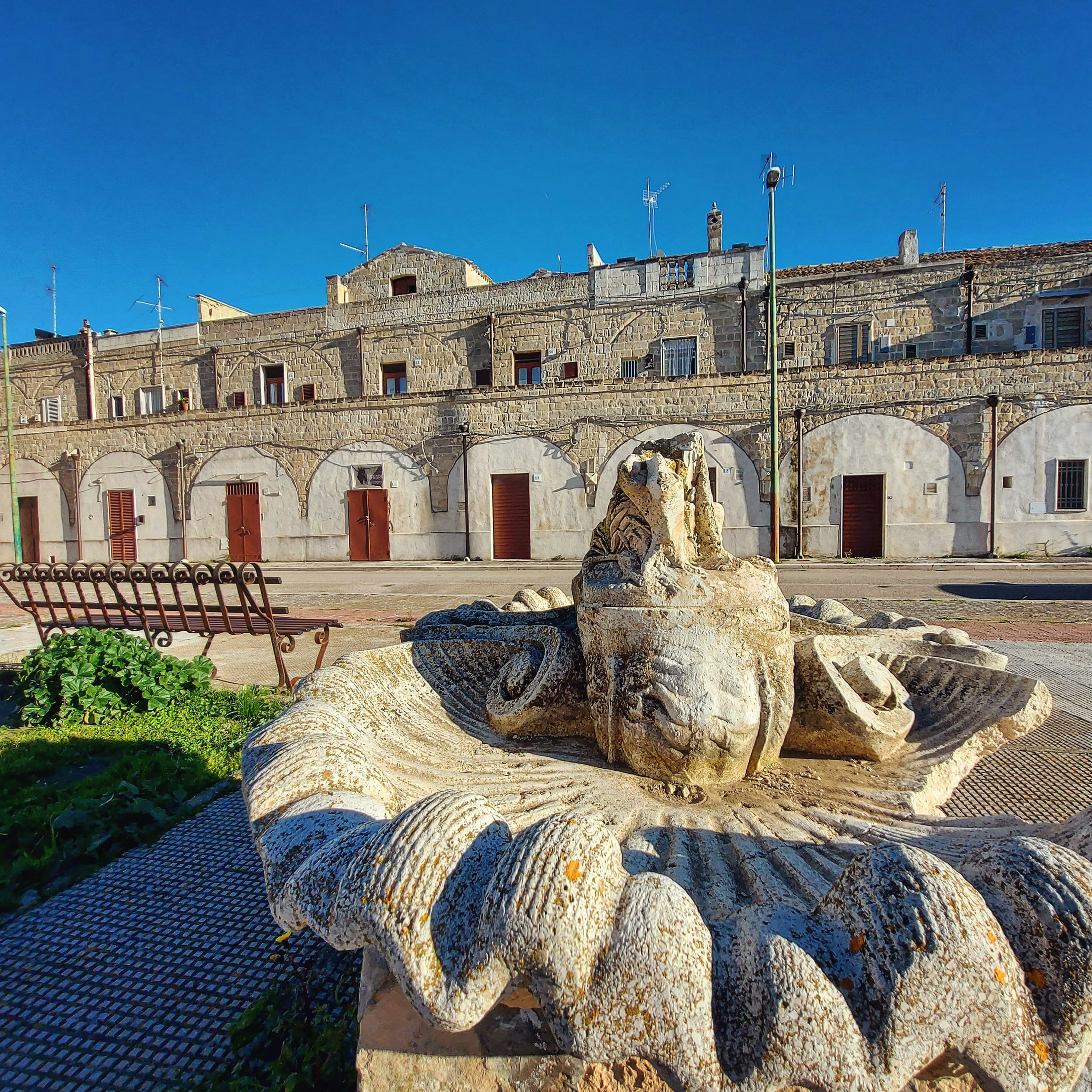
Poggiorsini, casale Orsini U' Crtur (panoramica)

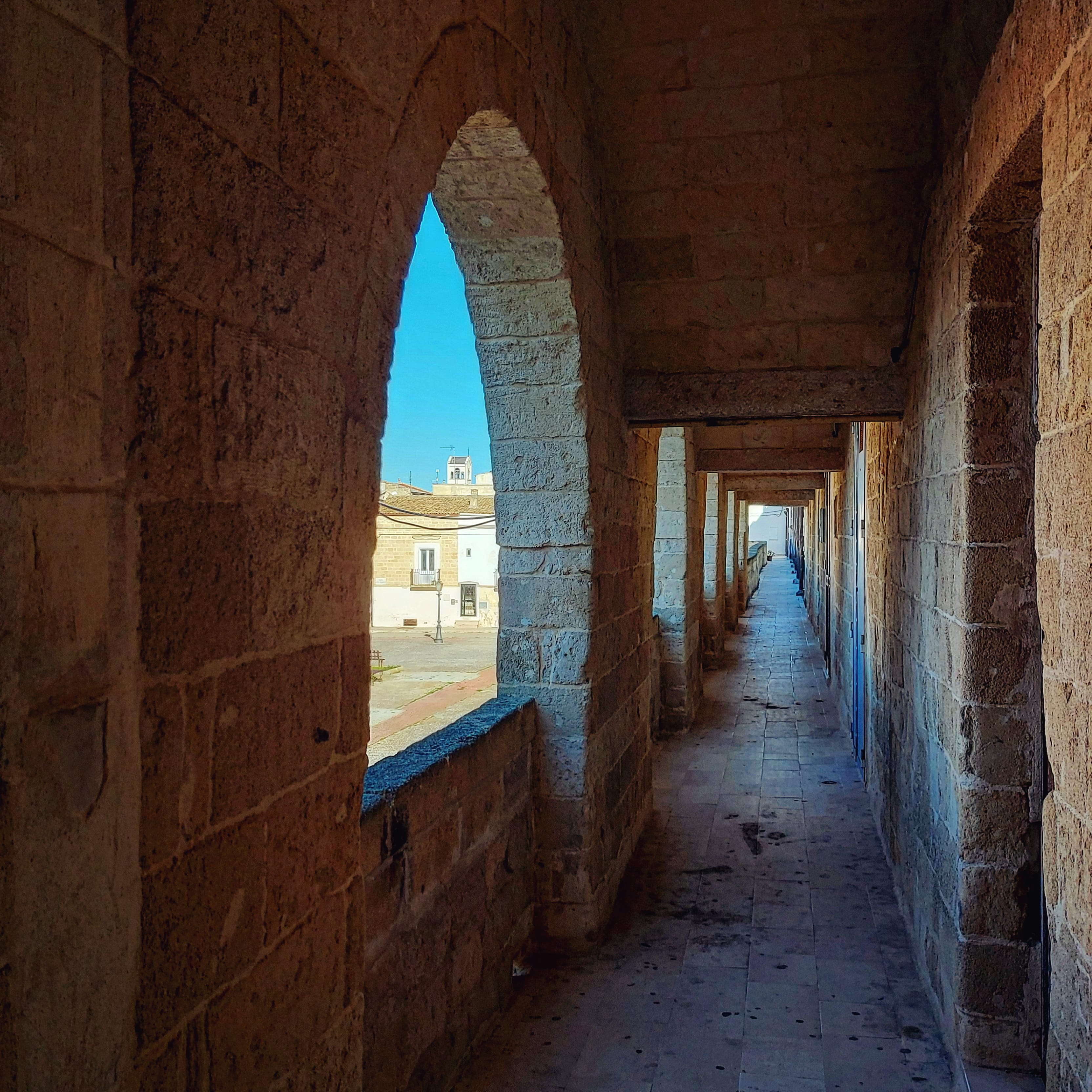
Poggiorsini, casale Orsini U' Crtur

### Sindaci
| Periodo         | Periodo         | Primo cittadino   | Partito                            | Carica           | Note |
| --------------- | --------------- | ----------------- | ---------------------------------- | ---------------- | ---- |
| 23 aprile 1995  | 13 giugno 1999  | Ignazio Di Mauro  | PPI                                | Sindaco          |      |
| 13 giugno 1999  | 12 giugno 2004  | Loredana Selvaggi | Unione Democratica                 | Sindaco          |      |
| 13 giugno 2004  | 6 giugno 2009   | Ignazio Di Mauro  | lista civica Insieme               | Sindaco          |      |
| 7 giugno 2009   | 25 maggio 2014  | Ignazio Di Mauro  | lista civica Insieme               | Sindaco          |      |
| 25 maggio 2014  | 26 maggio 2019  | Michele Armienti  | lista civica Uniti per Poggiorsini | Sindaco          |      |
| 26 maggio 2019  | 7 dicembre 2022 | Ignazio Di Mauro  | lista civica Liberamente           | Sindaco          |      |
| 7 dicembre 2022 | 15 maggio 2023  | Pietro Picerno    | lista civica Liberamente           | Vicesindaco f.f. |      |
| 15 maggio 2023  | in carica       | Pietro Picerno    | lista civica Liberamente           | Sindaco          |      |